# Sieben Sommersprossen
Sieben Sommersprossen ist ein in den Hauptrollen mit Laiendarstellern besetzter Jugendfilm der DEFA von Regisseur Herrmann Zschoche aus dem Jahr 1978.

## Inhalt
Nachdem sie früher einmal im selben Haus gewohnt hatten, treffen sich die 14-jährige Karoline und der 15-jährige Robbi nach längerer Zeit in einem Ferienlager wieder. Mit der Zeit entwickelt sich eine erste Liebe zwischen den beiden. Doch es gibt viele Hindernisse für sie. Der Tagesablauf ist streng reglementiert. Die Lagerleiterin interessiert sich nur für die körperliche Ertüchtigung. Gefühle – vor allem die der jungen Menschen untereinander – versteht sie nicht. Deshalb ist sie zunächst auch dagegen, dass der Betreuer Herr Benedikt, der als einziger Verständnis für die jungen Menschen hat, mit den Jugendlichen das Stück Romeo und Julia für die benachbarte LPG aufführt. Doch auch innerhalb der Gruppe von Jugendlichen gibt es Rivalitäten. So hat das Mädchen Marlene selbst ein Auge auf Robbi geworfen und versucht, die Beziehung der beiden zu sabotieren. Nachdem sie Karoline ein Päckchen mit Antibabypillen untergeschoben und sie danach bei der Lagerleitung angezeigt hat, soll Karoline aufgrund ihrer Frühreife nach Hause geschickt werden. Nur der Betreuer Benedikt ist der Meinung, dass man diese „unmoralischen“ Dinge nicht überbewerten sollte. Auch die geplante Theateraufführung wird verboten. Daraufhin läuft Karoline davon, Robbi sucht nach ihr. Nachdem sie wiedergefunden wurde, klärt sich die Sache mit der Pille auf. Auch die Theateraufführung findet statt, wo Karoline und Robbi in den Hauptrollen selbst die harte Lagerleiterin zu Tränen rühren.

## Bemerkungen
Der Film Sieben Sommersprossen wurde auf ORWO Color hergestellt und war eine der erfolgreichsten Produktionen der DEFA. Allein 1978 zählte der Film nach seinem Start im Oktober mehr als 1,2 Millionen Besucher. Neben der Geschichte wurde der Film durch die natürlichen, aber harmlosen Nacktszenen der jungen Darsteller für viele Zuschauer attraktiv. Über diese Szenen und andere Erinnerungen zu den Dreharbeiten geben die beiden Hauptdarsteller in Regisseur Zschoches episodischer Autobiografie Sieben Sommersprossen und andere Erinnerungen Auskunft. So erfährt man, dass Harald Rathmann im wahren Leben kein Interesse an Kareen Schröter zeigte, jedoch für mehrere Nebendarstellerinnen schwärmte, darunter für Steffi Kühnert. Marlene-Darstellerin Janine Beilfuß interessierte sich den von Zschoche auszugsweise publizierten Erinnerungen Rathmanns zufolge stark für den Hauptdarsteller. Schröter konnte dem Treiben nur enttäuscht zusehen, da sie den großen und gut gebauten Rathmann ebenfalls, aber erfolglos anschmachtete, wie sie in einem von Zschoche aufgezeichneten Gespräch bekennt. Kareen Schröter und Micha-Darsteller René Rudolph spielten in Zschoches übernächstem Film Und nächstes Jahr am Balaton (1980) als Shireen und Jonas erneut in Hauptrollen mit.

## Kritiken
„Daß diese so fein erdachte, mit hinreißenden Dialogen versehene Geschichte zu einem wunderschönen Film geriet, ist vor allem der Inszenierung Hermann Zschoches, aber auch der Kamera Günter Jaeuthes und der Musik Gunther Erdmanns zu danken. [...] Man muß weder unbedingt jung sein noch Sommersprossen haben, um den Film zu mögen, der lebenswichtige Probleme Jugendlicher so ehrlich, mutig und ohne falsche Scham und mit ansteckendem Spaß behandelt.“

„Erwachsene habe ich angesichts der Filmfotos in den Schaukästen vom ‚International‘ sagen hören, daß sie ihren Kindern verbieten würden, den Film zu sehen, wo gebe es denn sowas, Vierzehnjährige nackt und die fassen sich auch noch an. Der Film [...] bricht bewußt Tabus; er zeigt uns: Vierzehnjährige empfinden erotisch, wenn auch weitaus zögernder und zarter als manch Fünfzigjähriger sich das vorstellen mag. Er appelliert an alle, die mit Erziehung zu tun haben, Disziplin und Ordnung nicht auf Kosten von Kreativität und Sensibilität durchzusetzen. [...] Sieben Sommersprossen ist der diskussionswürdigste DEFA-Film der letzten Zeit, ja vielleicht der Schönste.“

„Dramaturgisch etwas holpriger, doch atmosphärisch stimmiger, von ungezwungenen Darstellern getragener Film, der die Probleme Jugendlicher einfühlsam und glaubhaft darstellt.“